# Avril 1920
Le soulèvement communiste de la Ruhr est réprimé par l'armée (avril-mai).
L'opération Kiev débute  en Ukraine, c'est   une des principales opérations militaires de la guerre russo-polonaise de 1920. Kiev est prise en mai mais les troupes polonaises doivent refluer devant la contre offensive de l'Armée rouge qui marche contre la Pologne. Le gouvernement nationaliste d’Ukraine s’allie avec la Pologne contre la Russie. L’avancée des troupes bolcheviques permet au gouvernement soviétique d’Ukraine de prendre le contrôle du pays.
La conférence de San Remo fixe le sort des provinces arabes de l’Empire ottoman : la Palestine et l'Irak passent sous  mandat du gouvernement britannique. Les Français reçoivent un mandat sur la Syrie et le Liban. La Grande Assemblée nationale de Turquie est constituée et désigne Mustafa Kemal Atatürk comme président.

## Événements
- 1er avril : l’Ordre général n° 37 promulgue l’existence du « 22nd Regiment » de la Force permanente de la Milice active du Canada. Celui-ci deviendra le Royal 22e Régiment[1].
- 4 avril : émeutes en Palestine. Lors de la fête du Nabi Musa à Jérusalem (pèlerinage musulman en l’honneur de Moïse), les quartiers juifs sont attaqués, faisant 9 morts et 244 blessés. Accusé de n’avoir su contrôler la situation, le maire Musa Kazim al-Husseini est destitué par les Britanniques. Son frère Amin est accusé d’être un des organisateurs de l’émeute et condamné par contumace à une lourde peine de prison.
- 6 avril : proclamation de la république d'Extrême-Orient, avec Tchita comme capitale (fin en 1922).
- 9 avril : premier vol du « Potez VIII ».
- 9 - 27 avril[2] : Intervention américaine au Guatemala pour protéger la légation et les intérêts des ressortissants des États-Unis pendant un affrontement entre les unionistes et le gouvernement.
- 11 avril : après un siège de 61 jours la garnison française d'Ourfa obtient d'évacuer la ville. La colonne est attaquée par surprise. La moitié est massacrée. L'autre moitié est ramenée prisonnière à Ourfa.
- 16 avril : lancement de la goélette Avontuur à Stadskanaal aux Pays-Bas.
- 20 avril : trois généraux, Plutarco Elías Calles, Álvaro Obregón et Adolfo de la Huerta, se rebellent contre le président du Mexique Venustiano Carranza qui est assassiné dans sa fuite vers Veracruz le 21 mai.
- 23 avril :
  - Turquie : réunion à Ankara de la Grande assemblée Nationale qui se déclare représentative de la nation et qui délègue ses pouvoirs à Mustafa Kemal. Le sultan reste passif. Les Britanniques occupent les ministères, font arrêter des notables, ce qui entraîne la dissolution de la chambre de Constantinople et la reprise des hostilités;
  - fondation de la compagnie aérienne française : Compagnie de Navigation Franco-Roumaine.
- 24 avril : fin de la conférence interalliée de San Remo. La SDN confie le mandat sur la Palestine et la Transjordanie au Royaume-Uni). La France renonce aux Capitulations en Palestine. Fayçal, qui a refusé de se rendre à la conférence, est sommé de se plier aux décisions prises.

- 25 avril : début du mandat français en Syrie pendant la conférence de Sèvres.
- 26 avril : fondation de la république populaire soviétique du Khorezm.
  - Le Turkménistan est divisé entre la République socialiste soviétique autonome (RSSA) du Turkestan et les républiques populaires soviétiques de Boukhara et de Khorezm. Les États vassaux de Khiva et de Boukhara conservent leurs anciens territoires et deviennent des républiques officiellement indépendantes.
- 28 avril : l’Azerbaïdjan est rattaché à la République socialiste fédérative soviétique de Russie.

## Naissances
- 1er avril : 
  - Madeleine Loux, postière et résistante française († 8 février 2006).
  - Toshirō Mifune, acteur et producteur japonais († 24 décembre 1997).
- 2 avril : Jack Webb, acteur, producteur, réalisateur et scénariste américain († 23 décembre 1982).
- 8 avril : Carmen McRae, chanteuse de jazz américaine († 10 novembre 1994).
- 11 avril : Roger Podeur, colonel, Compagnon de la Libération († 2005).
- 13 avril : Roberto Calvi, homme d'affaires du Vatican († 1982).
- 19 avril : Edgard Tupët-Thomé, militaire et résistant français, compagnon de la Libération († 9 septembre 2020).
- 21 avril : Bruno Maderna, compositeur et chef d'orchestre italien († 1973).
- 22 avril : Leonard Eron, psychologue américain, connu pour ses travaux sur l'influence de la violence à la télévision sur les enfants († 3 mai 2007).
- 30 avril : Tom Moore, militaire et philanthrope britannique († 2 février 2021).

## Décès
- 25 avril : Alexander Grant MacKay, chef du Parti libéral de l'Ontario.